# Treichelia longibracteata
Treichelia longibracteata là loài thực vật có hoa trong họ Hoa chuông. Loài này được (H.Buek) Vatke miêu tả khoa học đầu tiên năm 1874.